# Яросты (остановочный пункт)
Яросты (пол. Jarosty) — остановочный пункт железной дороги (платформа) в селе Яросты в гмине Мощеница, в Лодзинском воеводстве Польши. Имеет 2 платформы и 2 пути. 
Остановочный пункт на железнодорожной линии Варшава — Катовице, построен в 1954 году. 